# Ideopsis ribbei
Ideopsis ribbei är en fjärilsart som beskrevs av Hans Fruhstorfer 1907. Ideopsis ribbei ingår i släktet Ideopsis och familjen praktfjärilar. Inga underarter finns listade i Catalogue of Life.